# Blaguš
Blaguš je naselje u slovenskoj Općini Svetom Juriju ob Ščavnici. Blaguš se nalazi u pokrajini Štajerskoj i statističkoj regiji Pomurju. 

## Stanovništvo
Prema popisu stanovništva iz 2002. godine naselje je imalo 66 stanovnika.